# De kalder ham Skurken
De kalder ham Skurken er en dansk dokumentarfilm fra 2013, der er instrueret af Johan Blem Larsen og Simon Caspersen.

## Handling
Skurken er en anerkendt rapper fra København, som på grund af lange fængselsophold og perioder på flugt aldrig har færdiggjort sit debutalbum. Filmen følger Skurken i en turbulent tid bag fængselsmure, i studier og på gadehjørner, i sin kamp for at slå igennem som rapper og for at genetablere et forhold til sin søn.